# Gymnopédies
Le Gymnopédies sono tre brani per pianoforte composti da Erik Satie fra il febbraio e il 2 aprile 1888, pubblicati a Parigi fra il 1888 e il 1895.

## Storia
Dopo aver composto le tre Sarabandes per pianoforte nel 1887, Satie scrisse, l'anno seguente, altri tre brevi brani intitolandoli Gymnopédies; probabilmente fu influenzato nello scrivere questi suoi tre pezzi dall'ambientazione antica che trovò nella lettura di Salammbô di Flaubert e anche dal poema Les antiques del suo amico Patrice Contamine de Latour, infatti la prima Gymnopédie fu pubblicata insieme a un estratto del poema sulla rivista La musique des familles nell'estate del 1888. Si è anche ipotizzato che Satie abbia preso il termine dal Dictionnaire de Musique di Dominique Mondo dove la Gymnopédie è descritta come "una danza nuda accompagnata da canto".
Erik Satie scrisse le Gymnopédies come tre brani autonomi riuniti in un'unica raccolta stampata per la prima volta dal padre Alfred Satie, editore di musica nel tempo libero. I tre brani ebbero una vera popolarità soltanto dopo il 1910 quando giovani musicisti scoprirono la musica di Satie, grazie soprattutto all'interesse di Claude Debussy, che orchestrò due Gymnopédies e a Maurice Ravel che eseguì musiche dell'amico, tra cui la terza Gymnopédie, durante un concerto alla Salle Gaveau il 16 gennaio 1911.

### Il titolo
Il nome delle composizioni si rifà all'antica festività spartana delle Gimnopedie (Γυμνοπαιδίαι); durante queste celebrazioni avevano luogo delle danze processionali di giovani nudi, o probabilmente solo senza armi, ed erano seguite da canti ed esercizi ginnici.

## Caratteristiche
- Gymnopédie n. 1, Lent et douleureux (Re maggiore)
- Gymnopédie n. 2, Lent et triste (Do maggiore)
- Gymnopédie n. 3, Lent et grave (La minore)

I brani, su tempo di valzer lento, sono costruiti su quell'ambiguità armonica che influenzerà Debussy nel suo passaggio dal Simbolismo all'impressionismo. Ad esempio, le prime battute della Gymnopédie n. 1 sono costituite da una successione di due accordi di settima maggiore (di Sol e di Re) alternati.

## Orchestrazione di Claude Debussy
Claude Debussy, legato da amicizia con Satie, cercò di dare un aiuto all'amico, che era sempre in difficoltà economiche, orchestrando due delle Gymnopédies con lo scopo di farlo conoscere a un pubblico più vasto. Egli scelse la prima e la terza, pensando che la "seconda Gymnopédie" non si prestasse a orchestrazione (orchestrazioni di questa Gymnopédie sono state realizzate solo molti decenni dopo, da altri compositori, e senza essere eseguite frequentemente). Così, nel febbraio 1897, Debussy ha orchestrato solo la prima e la terza Gymnopédie, invertendo però la numerazione:
"Prima Gymnopédie" (originale impostazione al pianoforte di Satie) → "Terza Gymnopédie" (orchestrazione di Debussy)
"Terza Gymnopédie" (originale impostazione al pianoforte di Satie) → "Prima Gymnopédie" (orchestrazione di Debussy)
La prima esecuzione avvenne il 20 febbraio 1897 alla Salle Érard nell'ambito della Société Nationale Indipendente con la direzione di Gustave Doret. Lo spartito è stato poi pubblicato nel 1898. La versione orchestrale fu riproposta il 25 marzo del 1911 al Cercle Musicale con la direzione dello stesso Debussy. Le Gymnopédies, grazie al lavoro di Debussy, hanno portato l'opera di Satie all'attenzione del grande pubblico.